# Herbert Sand
Herbert Sand (* 1951 in Dresden) ist ein deutscher Schauspieler.

## Leben
Der 1951 in Dresden geborene Herbert Sand begann 1972 ein Schauspielstudium an der Theaterhochschule „Hans Otto“ Leipzig, welche er bereits nach dem 1. Studienjahr verlassen musste. Er wurde hier aus allen Bildungsstätten der DDR für drei Jahre ausgeschlossen, bekam aber nach einem Jahr Beschäftigung am Theater Anklam eine Schauspielerlaubnis, die er am Theater in Wittenberg in den folgenden zwei Jahren nutzte.
Seine Relegation wurde 1976 aufgehoben und er begann an der Staatlichen Schauspielschule Berlin ein neues Studium, welches er 1979 erfolgreich beendete. Anschließend wurde Herbert Sand an der Volksbühne am Rosa-Luxemburg-Platz engagiert, gastierte am Deutschen Theater in Berlin und an den Theatern in Erfurt und Potsdam. Weiterhin erhielt er Aufgaben als Schauspieler in Film- und Fernsehrollen und arbeitet als Hörspiel- sowie Synchronsprecher.

## Filmografie
- 1985: Die Frau und der Fremde
- 1987: Stielke, Heinz, fünfzehn…
- 1988: Fallada – Letztes Kapitel
- 1989: Die Besteigung des Chimborazo
- 1991: Polizeiruf 110: Big Band Time (Fernsehreihe)
- 1991: Der Fall Ö.

## Theater
- 1977: Richard Christ: Fahr nach Moskau im Winter – Fahr nach Moskau im Sommer (Schauspielschule Berlin im Maxim-Gorki-Theater)
- 1979: William Shakespeare: Ende gut, alles gut (Bertram) – Regie: Helmut Straßburger/Ernstgeorg Hering (Volksbühne Berlin)
- 1979: Johann Wolfgang von Goethe Urfaust (Mephisto) – (Schauspielschule Berlin in der Volksbühne Berlin)
- 1979: Fred Wander; Der Bungalow (Jan) – Regie: Erhard Marggraf (Volksbühne Berlin – Theater im 3. Stock)
- 1980: Gerhart Hauptmann: Der Biberpelz (Glasenapp) – Regie: Helmut Straßburger/Ernstgeorg Hering (Volksbühne Berlin)
- 1980: William Shakespeare: Was ihr wollt (Curio) – Regie: István Iglódi (Volksbühne Berlin)
- 1981: Ferdinand Bruckner: Die Verbrecher (Ottfried) – Regie: Werner Tietze (Volksbühne Berlin)
- 1982: Friedrich Wolf: Koritke (Miltitz) – Regie: Helmut Straßburger/Ernstgeorg Hering (Volksbühne Berlin)
- 1982: Omar Saavedra Santis: Amapola (Sergeant) – Regie: Helmut Straßburger/Ernstgeorg Hering/Eberhard Kube (Volksbühne Berlin)
- 1984: William Shakespeare: Troilus und Cressida (Thersites) – Regie: Horst Hawemann (Theaterwürfel in der Volksbühne Berlin – Theater im 3. Stock)
- 1985: John Millington Synge: The Playboy of the Western World – Regie: Ursula Karusseit (Volksbühne Berlin)
- 1985: Alexei Arbusow: Mein armer Marat (Leonidik) – Regie: Axel Vornam (Volksbühne Berlin – Theater im 3. Stock)
- 1985: Maria Clara Machado: Die kleine Hexe, die nicht böse sein konnte (Seine Erhabene Niedertracht Otterngift III.) – Regie: Werner Tietze (Volksbühne Berlin)
- 1986: Franz Xaver Kroetz: Mensch Meier (Ludwig) – Regie: Siegfried Höchst (Volksbühne Berlin)
- 1986: Carlo Goldoni: Viel Lärm in Chiozza (Beppo) – Regie: Helmut Straßburger/Ernstgeorg Hering (Volksbühne Berlin)
- 1986: Joachim Knauth: Der Prinz von Portugal (Prinz Peter) – Regie: Ursula Karusseit (Volksbühne Berlin)
- 1987: Wsewolod Wischnewski: Optimistische Tragödie (Wainonen) – Regie: Siegfried Höchst/Gert Hof (Volksbühne Berlin)
- 1987: Gerhart Hauptmann: Die Ratten (Erich Spitta) – Regie: Helmut Straßburger/Ernstgeorg Hering (Volksbühne Berlin)
- 1987: Heinz Czechowski nach Michail Bulgakow: Der Meister und Margarita (Kater Behemot) – Regie: Siegfried Höchst (Volksbühne Berlin)
- 1987: Heiner Müller: Preußische Spiele (Schiller) – Regie: Helmut Straßburger/Ernstgeorg Hering (Volksbühne Berlin)
- 1987: Alfred Döblin: Berlin-Alexanderplatz (Herbert) – Regie: Helmut Straßburger/Ernstgeorg Hering (Volksbühne Berlin)
- 1987: Peter Fabers/Thomas Herrmann: Unter 6 Augen – Regie: Peter Fabers/Thomas Herrmann (Kleine Revue im Friedrichstadt-Palast Berlin)
- 1987: Manuel Puig: Der Kuß der Spinnenfrau (Molina) – Regie: Rudolf Koloc (Volksbühne Berlin – Theater im 3. Stock)
- 1988: Lope de Vega: La Dama Boba (Lisseo) – Regie: Horst Hawemann (Volksbühne Berlin)
- 1989: William Shakespeare: Hamlet (Horatio) – Regie: Siegfried Höchst (Volksbühne Berlin)
- 1989: Alexander Tscherwinski nach Michail Bulgakow: Hundeherz (Bello/Bellow) – Regie: Horst Hawemann (Volksbühne Berlin)
- 1989: Ulrich Plenzdorf nach Tschingis Aitmatow: Zeit der Wölfe (Jesus von Nazareth) – Regie: Siegfried Höchst (Volksbühne Berlin)
- 1990: Peter Fabers: Straps und Gänsehaut – Regie: Peter Fabers (Kleine Revue im Friedrichstadt-Palast Berlin)
- 1991: Eugène Labiche: Das Sparschwein (Rentier Champbourcy) – Regie: Siegfried Höchst (Volksbühne Berlin)
- 1991: Eric Satie: Die Falle des Qualle (Diener Polycarp) – Regie: Victor Petit (Volksbühne Berlin)
- 1992: Bernard-Marie Koltès: Quai West (Gauner Fak) – Regie: Gert Hof (Volksbühne Berlin)
- 1992: William Shakespeare: König Lear (Haushofmeister Oswald) – Regie: Frank Castorf (Volksbühne Berlin)
- 1998: Lew Lunz: Stadt der Gerechtigkeit – Regie: Andreas Kriegenburg (Volksbühne Berlin)
- 1993: Alexei Schipenko: Aus dem Leben des Komikaze (Zimmermann) – Regie: Alexei Schipenko (Volksbühne Berlin)
- 1993: Einar Schleef: Die Bande – Regie: Robert Hunger-Bühler (Volksbühne Berlin)
- 1999: William Shakespeare: Richard II. – Das Eigentum – Regie: Frank Castorf (Volksbühne Berlin – Prater)
- 1999: William Shakespeare: Heinrich IV. – Die Lohnarbeiter – Regie: Gabriele Gysi (Volksbühne Berlin – Prater)
- 1999: William Shakespeare: Heinrich V. – Der Kessel – Regie: Matthias Brenner (Volksbühne Berlin – Prater)
- 2000: Ulrich Plenzdorf: Paul+Paula. Die Legende vom Glück ohne Ende – Regie: Leander Haußmann (Volksbühne Berlin)
- 2001: Bertolt Brecht: Baal – Regie: Thomas Bischoff (Volksbühne Berlin)
- 2008: Louis-Ferdinand Céline: Professor Y – Regie: Ron Rosenberg (Volksbühne Berlin – Theater im 3. Stock)
- 2011: Max Brod/Hans Reimann: Die Abenteuer des braven Soldaten Schwejk – Regie: Klaus Gendries (Theater am Kurfürstendamm Berlin)

## Hörspiele
- 1983: Jutta Schlott: Winterschlaf (Bernd) – Regie: Achim Scholz (Hörspiel – Rundfunk der DDR)
- 1983: Omar Saavedra Santis: Einführung in die Ästhetik (Pedro) – Regie: Achim Scholz (Kurzhörspiel – Rundfunk der DDR)
- 1984: Hans Siebe: Die Kordel (Hansi) – Regie: Achim Scholz (Kriminalhörspiel – Rundfunk der DDR)
- 1984: Bertolt Brecht: Szenen aus Furcht und Elend des Dritten Reiches (Bursche/SS-Mann) – Regie: Achim Scholz (Hörspiel, 2. Und 3. Teil – Rundfunk der DDR)
- 1984: Edith Anderson nach Coretta King: Endlich frei! Endlich frei! – Der Tod Martin Luther Kings – Regie: Achim Scholz (Hörspiel – Rundfunk der DDR)
- 1985: Volkstext: Prinz Miklos und die Einzigschöne – Regie: Rainer Schwarz (Kinderhörspiel – Rundfunk der DDR)
- 1986: Kristina Handke/Peter Handke: Das Hemd des Anderen (das Hemd) – Regie: Karlheinz Liefers (Kinderhörspiel – Rundfunk der DDR)
- 1986: Walter Flegel: Paradepferde ziehen nicht (Streckenbach) – Regie: Walter Niklaus (Hörspiel – Rundfunk der DDR)
- 1986: Jean Giraudoux: Der trojanische Krieg wird nicht stattfinden (Matrose) – Regie: Peter Groeger (Hörspiel – Rundfunk der DDR)
- 1986: Joachim Nowotny: Adebar und Kunigunde (Märzwirbel) – Regie: Karlheinz Liefers (Kinderhörspiel – Rundfunk der DDR)
- 1986: Rainer Lindow: Die Prinzessin und das Tiergesicht (Tiergesicht) – Regie: Peter Brasch (Kinderhörspiel – Rundfunk der DDR)
- 1986: Olaf Georg Klein: Abschied und Freiheit des Herrn von Kleist (Heinrich von Kleist) – Regie: Achim Scholz (Hörspiel – Rundfunk der DDR)
- 1987: Homer: Der Froschmäusekrieg (Mäusewächter) – Regie: Karlheinz Liefers (Kinderhörspiel – Rundfunk der DDR)
- 1987: Jutta Schwarz: Ring mit blauem Stein (Udo) – Regie: Horst Liepach (Kriminalhörspiel aus der Reihe Tatbestand – Rundfunk der DDR)
- 1987: Hans Bräunlich: Befehl vor Dienstantritt (Heinz) – Regie: Fritz Göhler (Hörspiel – Rundfunk der DDR)
- 1987: Franz Fühmann nach Brüder Grimm: Rumpelstilzchen (Sekretarius) – Regie: Achim Scholz (Märchen für Erwachsene – Rundfunk der DDR)
- 1987: Ray Bradbury: Marsgeschichten (Tomás) – Regie: Bert Bredemeyer (Science-Fiction-Hörspiel, 4. Teil – Rundfunk der DDR)
- 1987: Heinz Pelka: Die grüne Ballerina (Alex) – Regie: Bert Bredemeyer (Kurzhörspiel – Rundfunk der DDR)
- 1987: Alexander Wampilow: Der ältere Sohn (Silva) – Regie: Rainer Schwarz (Hörspiel – Rundfunk der DDR)
- 1987: Gregor Johannsen: Bruno und Georg (Mann) – Regie: Fritz Göhler (Kurzhörspiel – Rundfunk der DDR)
- 1987: Norbert Marohn: Harro (Arndt) – Regie: Achim Scholz (Hörspiel – Rundfunk der DDR)
- 1988: Jutta Schlott: Mamatschi (Gert) – Regie: Fritz Göhler (Kriminalhörspiel aus der Reihe Tatbestand – Rundfunk der DDR)
- 1988: Lothar Günther: Kalte Ferien (Doktor) – Regie: Karlheinz Liefers (Kinderhörspiel – Rundfunk der DDR)
- 1988: Wiktor Rosow: Am Meer (Alexej) – Regie: Peter Groeger (Hörspiel – Rundfunk der DDR)
- 1988: Jan Drda: Der vergessene Teufel (Amtsteufel) – Regie: Karlheinz Liefers (Kinderhörspiel – Rundfunk der DDR)
- 1988: Sewan Latchinian nach Tschingis Aitmatow: Das Lied von der Eule Lua (Alkun) – Regie: Achim Scholz (Hörspiel – Rundfunk der DDR)
- 1989: Achim Scholz: Hasenmann (Hansi) – Regie: Achim Scholz (Hörspiel – Rundfunk der DDR)
- 1989: Silvia Schulz/Eckhard Rösler: Tatzeit Sonnabendvormittag oder Eine Rose für Sabine (Bertram) – Regie: Gerda Zschiedrich (Kinderhörspiel/Kurzhörspiel – Rundfunk der DDR)
- 1989: Frantz-André Burguet: Walkmann (Lehrer) – Regie: Christa Kowalski (Hörspiel – Rundfunk der DDR)
- 1989: Pavel Frýbort: Tonda, der Spinner? (Roman) – Regie: Rainer Schwarz (Kinderhörspiel – Rundfunk der DDR)
- 1989: Alexej Tolstoi: Gevatter Naúm (Bajun-Kater) – Regie: Rainer Schwarz (Kinderhörspiel – Litera)
- 1990: José Quevedo: Die drei Türen (Winchupi) – Regie: Rüdiger Zeige (Kinderhörspiel/Kurzhörspiel – Rundfunk der DDR)
- 1990: Peter Karvaš: Sieben Zeugen (Zeuge) – Regie: Rainer Schwarz (Hörspiel – Rundfunk der DDR)
- 1990: Rolf Schneider: Strafsache gegen Wellershof (Schulz) – Regie: Götz Fritsch (Hörspiel – Rundfunk der DDR)
- 1990: Gerd Künzel: Auf schnellen weißen Pferden (Engelszeh) – Regie: Rüdiger Zeige (Kinderhörspiel – Rundfunk der DDR)
- 1990: Andreas Scheinert: Das vorläufige Sterben der Gleichheit (Darthé) – Regie: Horst Liepach (Hörspiel – Rundfunk der DDR)
- 1990: Raymund Töpfer: Der Wanderer (Mayerhofer) – Regie: Karlheinz Liefers (Hörspiel – Rundfunk der DDR)
- 1990: José Quevedo: Der Kreis (Wanchana) – Regie: Rüdiger Zeige (Kinderhörspiel – Rundfunk der DDR)
- 1990: Valerie Radtke: Mein großer Brief – Regie: Horst Liepach (Hörspiel – Rundfunk der DDR)
- 1991: Friedrich Hebbel: Der Rubin (Irad) – Regie: Norbert Speer (Kinderhörspiel – Rundfunk der DDR)
- 1991: Georg Seidel: Villa Jugend (Gast) – Regie: Karlheinz Liefers (Hörspiel – Funkhaus Berlin)
- 1991: Václav Havel: Die Benachrichtigung (Hans Kubsch) – Regie: Karlheinz Liefers (Hörspiel – Funkhaus Berlin)
- 1991: Kerstin Hensel: Marie und Marie (Hahn) – Regie: Karlheinz Liefers (Kinderhörspiel/Kurzhörspiel – Funkhaus Berlin)
- 1992: Anonymus: Die Geschichte von den beiden Liebenden oder Was Sheherezade erzählte von der 21. bis zur 24. Nacht (Schreiber) – Regie: Karlheinz Liefers (Kinderhörspiel – DS Kultur)
- 1992: Karl-Heinz Bölling: Die Ochsenschwanzsuppe (Kellner) – Regie: Horst Liepach (Kurzhörspiel aus der Reihe Ausflüge – ORB)
- 1993: Karl Günther Hufnagel: Die unheilige Familie (Detlef) – Regie: Peter Groeger (Hörspiel – DS Kultur)
- 1993: Peter Hacks: Liebkind im Vogelnest (Wespe) – Regie: Barbara Plensat (Kinderhörspiel – DS Kultur)
- 1994: Gabriele Jelle Behnert: Pervercity – Regie: Barbara Plensat (Hörspiel – SFB)
- 1994: Lisbet Hiide: Die unglückselige Witwe in Michigan oder Schicksal, Hoffnung und Rache (Harry) – Regie: Ulrike Brinkmann (Hörspiel – WDR)
- 1994: Richard Adams: Unten am Fluß – Regie: Ulrike Brinkmann (Hörspiel, 3. und 8. bis 12. Teil – DLR)
- 1995: Xenija Dragunskaja: Oktoberland (Kommandeur) – Regie: Beate Rosch (Hörspiel – ORB)
- 1998: Karl-Werner Plath/Bernhard Wolf: Die Anstalt zieht um(Gipsy) – Regie: Robert Matejka (Hörspiel – MDR)
- 1998: Irmgard Keun: Gilgi – eine von uns (Arzt) – Regie: Barbara Plensat (Hörspiel – NDR/ORB)
- 1998: Peter Steinbach: Warum ist es am Rhein so schön – Eine Berliner Geschichte (Mielke) – Regie: Hans Gerd Krogmann (Hörspiel – WDR/DLR/SDR)
- 1998: Martha Grimes: Inspektor Jury lichtet den Nebel (Sam Waterhouse) – Regie: Hans Gerd Krogmann (Hörspiel – MDR)
- 1999: Anonymus: Tausendundeine Nacht – Regie: Robert Matejka (Hörspiel, 12. und 13. Folge – DLR)
- 1999: Andreas Knaup: Erinnern-Vergessen (Vernehmer) – Regie: Robert Matejka (Kriminalhörspiel – DLR)
- 2000: Daniel Cil Brecher: Der Fuchs und der Igel (Vorsitzender) – Regie: Robert Matejka (Dokumentarhörspiel, 1. und 2. Teil – DLR)
- 2004: Karl-Heinz Bölling: Die Putzfrau (Polizei) – Regie: Robert Matejka (Kriminalhörspiel – DLR)
- 2004: Marianne Zückler: Waldesehre, Waldesruh (Silberquell) – Regie: Robert Matejka (Hörspiel – RBB)
- 2006: Hartmut El Kurdi: Johnny Hübner greift ein (Pirat/Chor) – Regie: Wolfgang Rindfleisch (Kinderhörspiel – DLR)
- 2007: Ralph Oehme: Das römische Bad (Kommissar) – Regie: Ulrike Brinkmann (Kriminalhörspiel – DLR)
- 2011–2018: Dirk Josczok: Kommissar Magnus (Nogart) – Regie: Beatrix Ackers (Kriminalhörspiel, 1. bis 7. Folge – DLR)
- 2017: Christoph Güsken: Schwere See (Pater Dellbrück) – Regie: Klaus-Michael Klingsporn (Kriminalhörspiel – DLR)

## Synchronisationen
- 1954: Vor der Sintflut (1983); Rolle: Philippe Boussard; Schauspieler: Clément Thierry
- 1954: Sein größter Bluff (1986); Rolle: Todd; Schauspieler: Bryan Forbes
- 1959–1964: Twilight Zone – Unwahrscheinliche Geschichten (1 Episode); Rolle: Caesar; Schauspieler: Jackie Cooper
- 1959–1966: Tausend Meilen Staub (Staffel 1, Episode 2); Rolle: Handelsreisender; Schauspieler: William Schallert
- 1981: Vor verschlossener Tür; Rolle: Ali; Schauspieler: Haci Ismayilov
- 1981–1991: Jim Bergerac ermittelt (Staffel 5, Episode 4); Rolle: Kirk Barnett; Schauspieler: Richard Graham
- 1981–1991: Jim Bergerac ermittelt (Staffel 8, Episode 1); Rolle: Desk Constable; Schauspieler: Tim Whitnall
- 1982: Marco Polo; Rolle: Giulio; Schauspieler: Bruno Zanin
- 1982: Erinnerungen an Lord Nelson (1984); Rolle: Watson; Schauspieler: David Howe
- 1983: Vom tapferen Schmied; Rolle: Müllergeselle Matěj; Schauspieler: Jiri Knot
- 1984–1992: Miss Marple (in 3 Episoden); Rolle: Edmund Swettenham; Schauspieler: Matthew Solon
- 1984: Das Juwel der Krone (1986); Rolle: Teddy Bingham; Schauspieler: Nicholas Farrell
- 1966: Sonderdezernat C III Montmartre (1987); Rolle: Louis; Schauspieler: Michel Creton
- 1986: Lomonossow – Hofpoet und Naturforscher; Rolle: Schlözer; Schauspieler: V. Pintschewski
- 1987–1988: Die glorreichen Zwei (Staffel 2, Episode 12); Rolle: Kenny Aikens; Schauspieler: Bill Kohne
- 1987–1988: Die glorreichen Zwei (Staffel 2, Episode 13); Rolle: Bobby Royster; Schauspieler: Joseph Kell
- 1988: Willi, der Spatz; Rolle: Spatzi; Schauspieler: Mátyás Usztics
- 1995–1996: Nowhere Man – Ohne Identität! (Staffel 1, Episode 20); Rolle: Taxifahrer; Schauspieler: Kelly J. Ray
- 1993: Im Land der Trolle (1997); Rolle: Baumtroll Vater; Schauspieler: Lars Knutzon

## Auszeichnungen
- 1979: Kritikerpreis der Berliner Zeitung im Kollektiv für den Urfaust gemeinsam mit Frank Lienert und Katrin Knappe.[2]